# Абраамян, Сергей Гянджумович
Сергей Гянджумович Абраамян (14 февраля 1925, Домы, Нагорно-Карабахская автономная область — 30 марта 2005, Ереван) — советский и армянский лингвист, педагог, доктор филологических наук (с 1966 года), профессор (с 1970 года), академик Национальной академии наук Республики Армения (с 1996 года).

## Биография
Абраамян родился 14 февраля 1925 в селе Домы.
С 1942 по 1944 год участвовал в Великой Отечественной войне. Награждён орденом Отечественной войны I степени.
В 1950 году окончил Ереванский государственный университет.
В 1953—1959 годах старший научный сотрудник, в 1959—1992 годах — заведующий отделом Института языка имени Р. Ачаряна НАН Республики Армения. Одновременно в 1967—1970 годах заведующий отделом Научно-исследовательского института педагогических наук.
В 1953—1958 годах преподавал в Ленинаканском, в 1970—1971 годах — в Кироваканском, в 1972—1992 годах — в Армянском государственном педагогическом институте имени Х. Абовяна. С 1992 года был руководителем группы в Институте языка имени Р. Ачарян НАН Республики Армения.
Был награждён медалью имени Х. Абовяна.

## Память

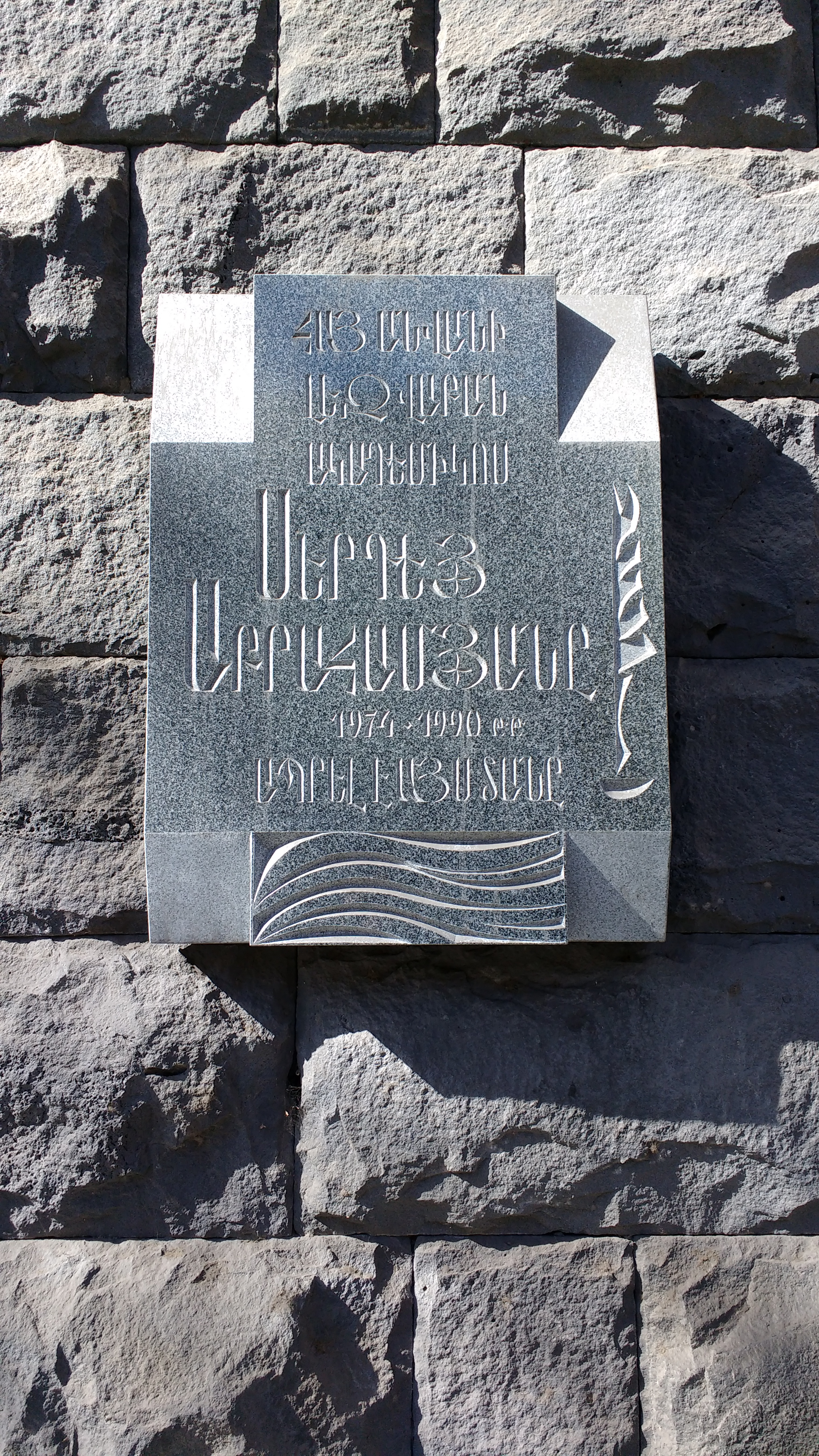
Мемориальная доска в Ереване. Проспект Маштоца, 39

В 2001 году его именем была названа средняя школа в родном селе. Умер 30 марта 2005 года в Ереване.

## Научная деятельность
Основные работы Абраамяна посвящены структуре современного армянского языка, стилистике, лексикографии, методологии изучения языка, систематизации армянского языка, вопросам языкотворчества, языковой политике и изучению языка. Автор вузовских и школьных учебников и учебных пособий.